# چالز آلیسون
سر چالز آلیسون زبانشناس، دیپلمات و سفیر بریتانیا در عثمانی و ایران قاجاری بود. او به زبان‌های ترکی، فارسی، یونانی و چند زبان اروپایی تسلط کامل داشت.
آلیسون رسته خدمتی خود را در وزارت خانه آغاز کرده و برخلاف سفیران قبلی بریتانیا در ایران نظامی نبود. از دیگر اقدامات دوران وی ایجاد خط دوم تلگراف اختصاصی بریتانیا از بوشهر- تهران- بغداد بود و بعد از آن خط سوم تلگرام ایران بود.
در زمان وی ناصرالدین‌شاه، اراضی باغ قلهک را از تیول شاهی درآورده و توسط الیسون در سال ۱۸۶۹ خریداری می‌شود. به دستور آلیسون در باغ قلهک ساختمانهای سفارت بریتانیا زیر نظر دو معمار برحسته انگلیسی یعنی پیرسون و وایلد ساخته می‌شود. ساخت بنای سفارت و خانه‌های آن در اواخر ۱۸۶۹ شروع و تا سال ۱۸۷۲ به طول می‌انجامد. و هیئت دیپلماتیک بریتانیا از کریسمس ۱۸۷۳ در این بنا به‌صورت دایمی مستقر شدند. البته کار اتمام معماری داخلی ساختمان و مواردی مانند گچ کاری ساختمان و … تا سال ۱۸۷۶ به طول انجامید
وی از ۱۸۶۰ تا ۱۸۷۲ به عنوان سفیر فوق‌العاده بریتانیا در ایران فعالیت داشت و در این مدت افراد زیر به عنوان شارژدافر با وی همکاری داشتند:
- سر لوئیس پلی شارژ دافر ۱۸۶۰
- سر رونالد فرگوسن تامسون ۱۸۶۰–۱۸۶۲
- ادوارد ایستویک شارژ دافر ۱۸۶۲–۱۸۶۳
- سر رونالد فرگوسن تامسون ۱۸۶۳–۱۸۷۰
- ویلیام دیکسون ۱۸۷۰–۱۸۷۲
- سر رونالد فرگوسن تامسون ۱۸۶۳–۱۸۷۰